# Panklastyt
Panklastyt – ciekły materiał wybuchowy złożony z ciekłego paliwa oraz ciekłego tetratlenku diazotu (N
2O
4) jako utleniacza. Paliwem mogą być np. disiarczek węgla, nafta, benzyna, oleje roślinne itp. i ich mieszaniny. Wg opisów z XIX w. panklastyty są odporne na uderzenie i ogień (ulegają spaleniu, a nie wybuchowi), a do wybuchu konieczne jest zastosowanie detonatora. Ich niekorzystną cechą jest generowanie podczas wybuchu dużych ilości szkodliwych tlenków azotu, co stanowi zagrożenie dla środowiska i osób znajdujących się w pobliżu miejsc wykonywania wybuchów.
Panklastyty zostały opracowane przez francuskiego chemika Eugène’a Turpina w 1878 r.

## Typy panklastytów
W zależności od zastosowanego paliwa, Turpin podzielił panklastyty na 4 grupy:
1. Zawierające disiarczek węgla, CS
2.
2. Zawierające węglowodory:
1) produkty z przeróbki ropy naftowej (oleje, nafta, benzyna, eter naftowy i in.)
2) produkty z przeróbki węgla kamiennego (benzen, toluen, ksyleny, naftalen, smoła pogazowa i in.).
3. Zawierające tłuszcze:
1) oleje roślinne
2) tłuszcze zwierzęce (masło, łój, smalec itp.)
3) produkty z przeróbki tłuszczów (triacyloglicerole, margaryna, gliceryna itp.)
4) produkty zwierzęce zawierające tkankę tłuszczową (nóżki wołowe, nóżki baranie, ryby, wątroba dorsza, spermacet itp.).
4. Zawierające nitrozwiązki (nitrobenzen, nitroksylen, nitroanilina itp.). Tego typu mieszaniny są najbardziej stabilne i były uważane przez Turpina za szczególnie nadające się do zastosowań militarnych. Przykładowy skład to 30% nitrobenzenu i 70% N
2O
4.

## Zastosowanie
Przed 1920 r. Niemcy podjęły próby zastosowania panklastytu jako ładunku do pocisków. Oba składniki znajdowały się w osobnych pojemnikach szklanych, które rozbijały się w chwili wystrzału, umożliwiając wymieszanie zawartości. Pomimo bardzo dużej energii wybuchu nie weszły do użycia za względu na niewygodę w operowaniu ciekłymi składnikami uwalniającymi trujące opary. Z kolei Francja podczas I wojny światowej, ze względu na trudności w zaopatrzeniu, uniemożliwiające produkcję wystarczających ilości standardowych materiałów wybuchowych, stosowała panklastyt do wypełniania bomb lotniczych.
Stosowany jest także jako rakietowy materiał pędny.